# Chiesa dei Santi Fermo e Rustico in Bedesco
La chiesa dei Santi Fermo e Rustico in Bedesco si trova nel territorio di Grignano frazione del comune di Brembate, in provincia di Bergamo.

## Storia
Non si ha una datazione storicamente certa relativamente alla sua fondazione, ma si può ragionevolmente ipotizzarla all'inizio del XII secolo sulla base dell'analisi architettonico-artistica della sua struttura, specie se la si raffronta con analoghi edifici ecclesiali romanici sparsi sul territorio bergamasco. Ebbe un ruolo importante essendo sede vicariale foraneo non solo di Grignano ma anche di Capriate e Brembate, diventando in una data non precisa del XVI secolo sussidiaria della chiesa di San Bartolomeo di Marne.  
La chiesa era intitolata solo a san Fermo e nel XVII secolo fu aggiunta l'intitolazione anche di san Rustico. La chiesa fu visitata nel 1595 dal vescovo Giambattista Milani nel 1595 e di Agostino Priuli nel 1630.
Nel Settecendo fu realizzata la pala d'altare barocca e il tavolato che dividendo la zona dell'abside ha creato il locale sacrestia.

## Descrizione

### Esterno
La struttura, romanica, ha un impianto a base rettangolare culminante in un'abside semicircolare ed è caratterizzata da un tiburio turriforme che si eleva sul presbiterio quadrangolare.
Particolarmente interessante, sotto l'aspetto estetico, l'uso di ciottoli di fiume, in fughe a linea di pesce, per la costruzione delle pareti del tiburio.
L'abside, perfettamente conservata e suddivisa da lesene piatte in tre riquadri dotati di snelle monofore, aggiunge al complesso eleganza e snellezza.

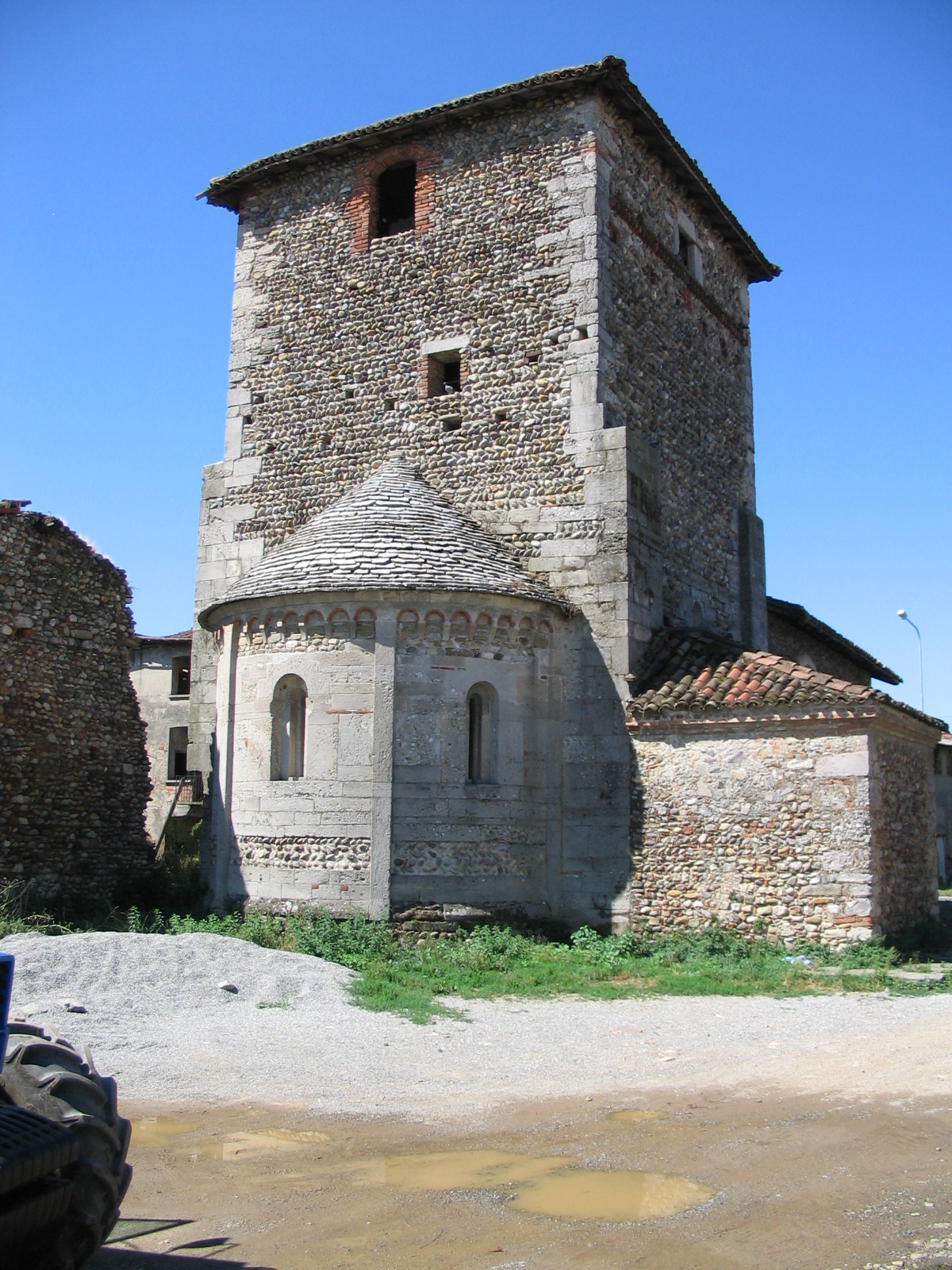
Tiburio e abside

Le lesene sono unite alla sommità da un'ornatura ad archetti che le raccordano al sottogronda. All'esterno si conserva una tomba inserita in una struttura con apertura arcata a tutto sesto che ritrova corrispondenza all'interno dell'aula dove sono presenti nella parte a sud due arcatelle cieche.

### Interno
La chiesa dei Santi Fermo e Rustico, nella sua elegante semplicità, costituisce un ulteriore esempio di architettura romanica bergamasca, testimonianza di una capacità artistico-costruttiva medievale matura: notevole la lunetta posta sulla porta d'ingresso finemente scolpita con figure zoomorfe ai lati di una palmetta.
L'interno a navata unica la cui parte più antica è la porta posta sulla parete destra che era l'ingresso laterale e sulla parete nord una piccola apertura monofora.

### Affreschi
Madonna col Bambino, san Lorenzo, un santo – san Giovanni Battista, una santa
La parete sinistra dell'aula ospita in due riquadri affreschi separati da una nicchia angolare che forma una zona presbiteriale di piccole dimensioni con piccola abside, e che presentano purtroppo molte martellatura che li hanno rovinate. Le pittura si presentano ben definite nei contorni sia dei corpi che delle vesti che aiutano il riconoscimento. San Giovanni Battista e una santa sono inseriti in un'architettura a arco ribassato completo di architrave molto sottile ma decorata a rombi e sostenuta da colonnine dove vi è l'epigrafe: VOX CLAMANTIS IN DESERTO. Le immagini ripropongono gli affreschi della chiesa di San Giorgio in Lemine di Almenno San Salvatore databili intorno al Trecento.
Cristo in Maestà e simboli dei quattro evangelisti
L'intradosso dell'arco trionfale e il catino absidale ospitano affreschi riconducibili a partire dall'XI secolo. L'immagine di Cristo in Maestà è presente nel catino absidale e alla sua sinistra i santi Matteo con l'immagine dell'angelo, e Luca con quella del bue, alla destra  gli altri evangelisti Marco con il leone e Giovanni con l'aquila. La parte è completa con la raffigurazione di una città.
L'intradosso dell'arcoospita la raffigurazione di otto tondi dove sono inseriti immagini busti di angeli. La serie è probabilmente incompleta forse doveva rappresentare la gerarchia degli angeli e arcangeli. Malgrado il danno causato dalle martellature, gli affreschi mantengono i colori delle vesti, dando risalto sia ai tratti somatici dei personaggi che le caratteristiche degli animali. I dipinti dell'abside si rifanno alle raffigurazioni dell'Italia centrale nel classico stile dell'XI e XII secolo. Proprio nella raffigurazione delle località urbane vi è una particolare cura che riprende le immagini classiche del medesimo periodo.